# Ermitage de Longeborgne
 (octobre 2019).
Si vous disposez d'ouvrages ou d'articles de référence ou si vous connaissez des sites web de qualité traitant du thème abordé ici, merci de compléter l'article en donnant les références utiles à sa vérifiabilité et en les liant à la section « Notes et références ».
Notre-Dame de Longeborgne est un ermitage situé au-dessus du village de Bramois (commune de Sion), en Valais (Suisse). Ce haut lieu de pèlerinage valaisan, niché dans une falaise des gorges sauvages de la Borgne, eut très tôt un usage défensif pour les habitants de Bramois : ils venaient y placer en sûreté leurs biens, et peut-être s'y réfugier eux-mêmes, lors des périodes de danger.

## Géographie

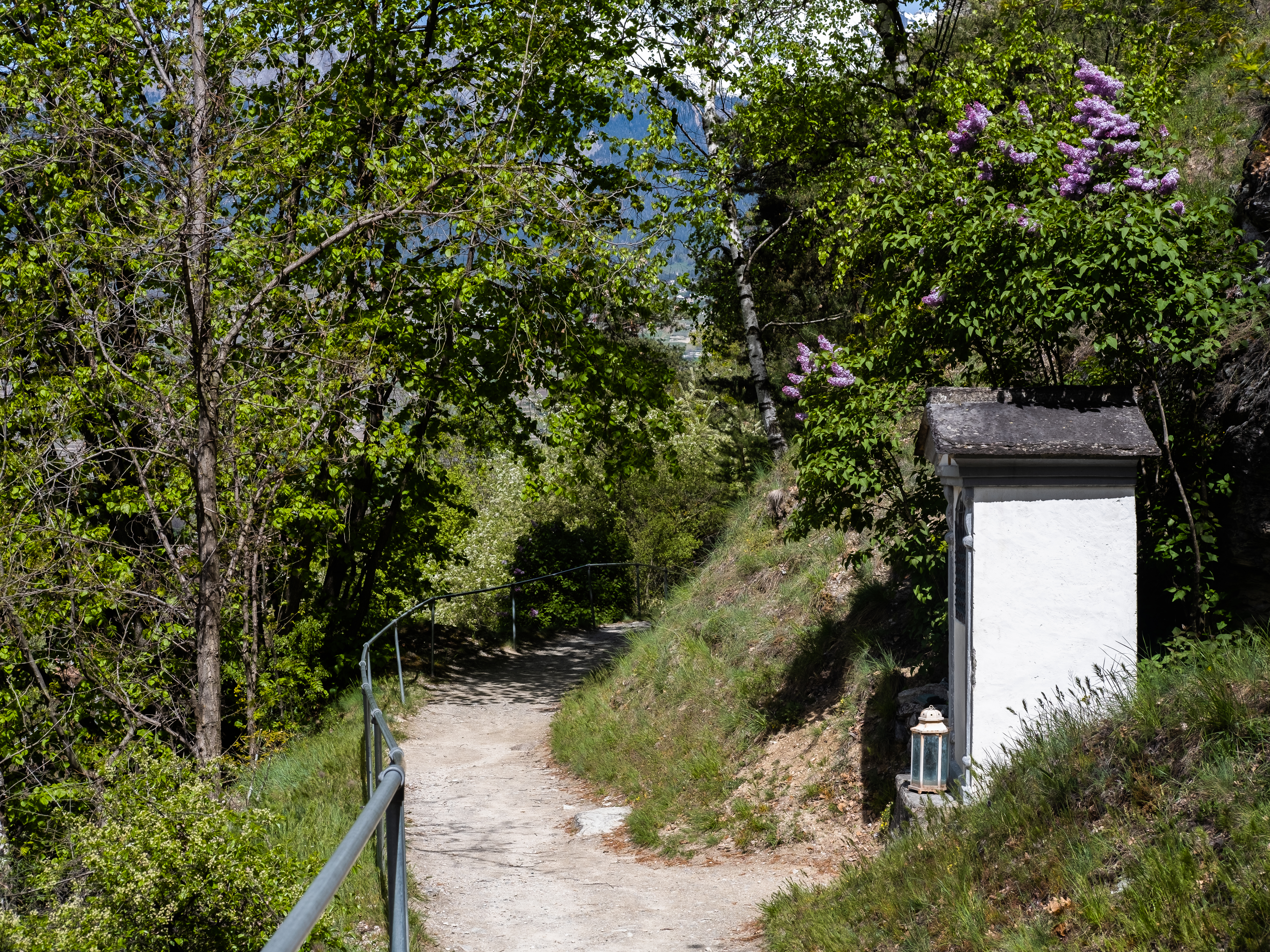
Le sentier vers l'ermitage de Longeborgne comprend un chemin de croix.

L'ermitage de Longeborgne est situé sur le territoire de la commune de Sion, dans le canton du Valais, à 595 m d'altitude. Il se trouve le long des gorges de la Borgne, à l'entrée du val d'Hérens. L'ermitage est accessible depuis l'autoroute A9, à la sortie 27 Sion-est, puis à pieds depuis Bramois.

## Histoire
En 1522, le franciscain Jean Bossié et six de ses compagnons reçurent l'autorisation de construire une chapelle en l'honneur de Notre-Dame et de saint François d'Assise. Malheureusement, l'humidité des lieux eut raison de la santé des ermites : quelques années plus tard, l'ermitage était vide, et le resta pendant un siècle, avant que des ermites laïcs ne viennent occuper le lieu.
Longeborgne devint peu à peu un lieu de pèlerinage, marqué par la dévotion à Notre-Dame de Compassion, devenue patronne de l'ermitage. Les nombreux ex-voto peints qui ornent les murs des deux petites chapelles attestent la ferveur populaire attachée à ce lieu, et qui se prolonge encore aujourd'hui. L'affluence est particulièrement nombreuse lors des vendredis de Carême, la petite esplanade pouvant contenir jusqu’à 300 fidèles.
Dans l'acte du 4 juillet 1699 par lequel le nonce apostolique donne à la bourgeoisie de Sion le droit de patronat sur l'ermitage, il est fait état de miracles qui eurent lieu à Longeborgne.
En 1932, le patronat fut concédé par le Conseil bourgeoisial de Sion aux religieux bénédictins, venus de l'abbaye de Maredsous en Belgique, qui s'étaient installés quelques années auparavant à Longeborgne, afin de réimplanter la vie bénédictine en Suisse romande. Le site est toujours placé aujourd'hui sous la responsabilité de l'abbaye Saint-Benoît de Port-Valais.

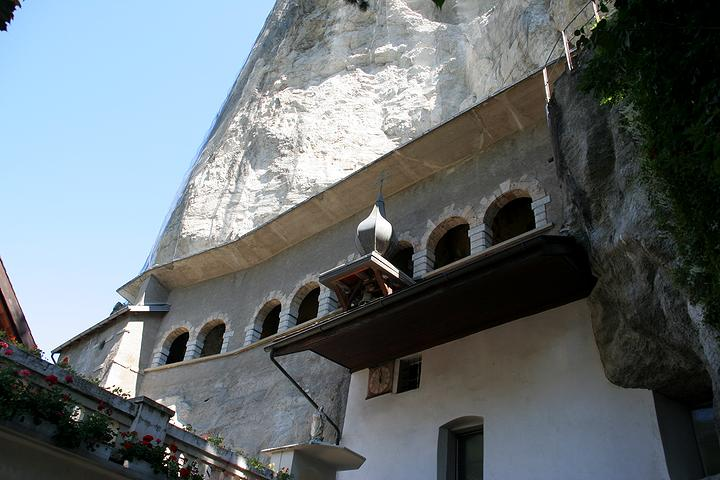
Le clocher à bulbe et la galerie supérieure.
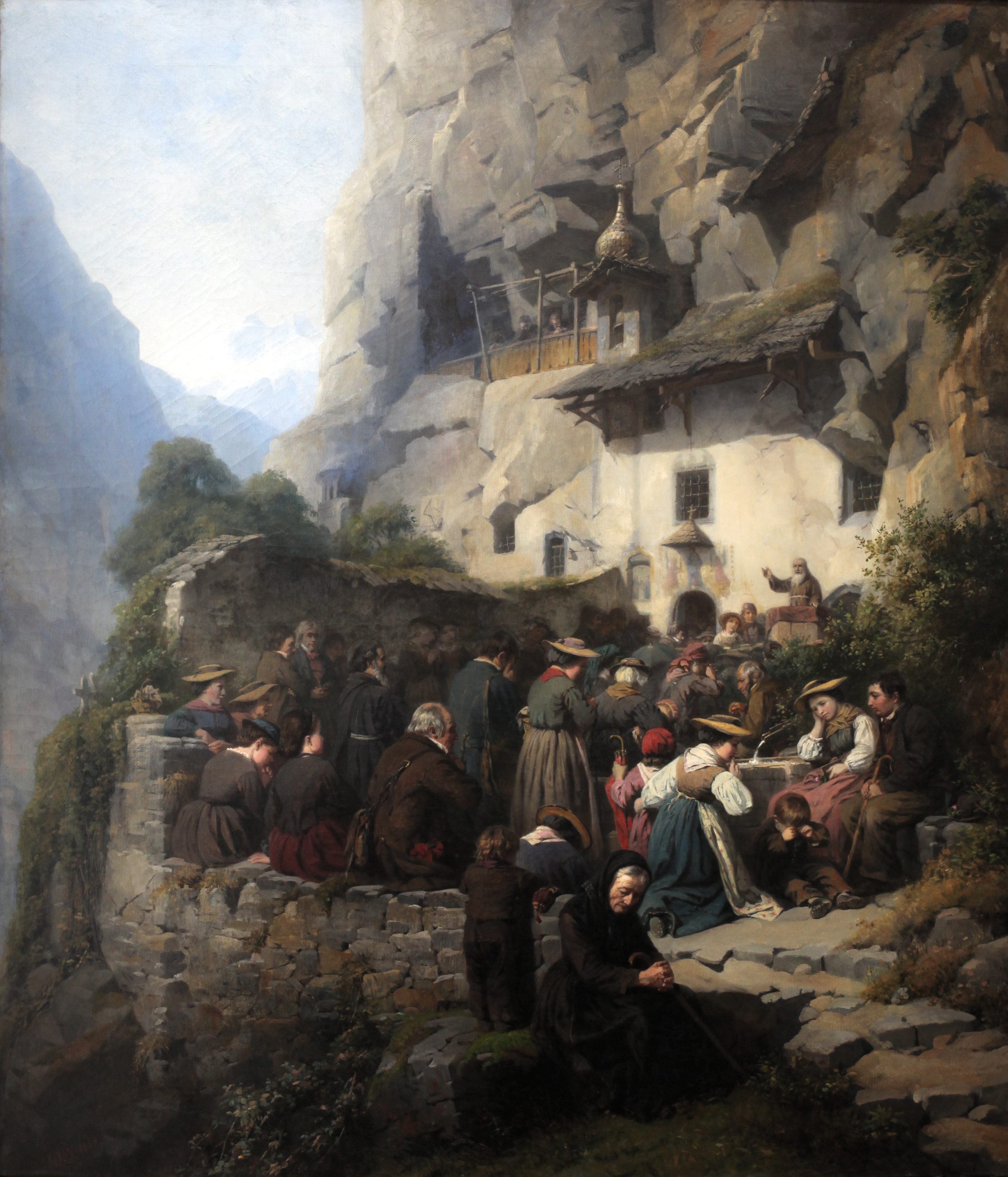
Pèlerinage à Longeborgne, Raphael Ritz, 1868.